# 濱田宇功
濱田 宇功（はまだ たかのり、1985年9月17日 - ）は、日本のラグビー選手。

## プロフィール
- 東京都出身[1]。
- ポジションはフッカー (HO)。
- 身長 180cm、体重 102kg

## 来歴
高校からラグビーを始めた。
2004年、府中西高校卒業後、帝京大学に入る。
2008年、帝京大学卒業後、NTTコミュニケーションズシャイニングアークス (NTTコム) に加入。
2014年、NTTコムを退団した。